# ロータースガル城
ロータースガル城（英語：Rohtasgarh Fort）は、インドのビハール州、ロータース県の都市サーサーラームにある城塞。ただし、「ガル」は城を意味するので、ロータース城（Rohtas Fort）とも呼ばれることがある。

## 歴史
ロータースガルはソーラール朝のハリーシュ・チャンドラが息子「ローヒタースヴァ」にちなみ名付けた城塞である。
1539年、シェール・シャーが地元のヒンドゥー教徒の王から占領した。
16世紀後半には、皇帝アクバルの部下マーン・シングが領有した。
1624年10月9日、シャー・ジャハーンの皇子ムラード・バフシュがこの地で誕生した。

## 地理
ロータースガルは、ソーン川の上流域、北緯20度37分・東経85度33分にある。